# Az új népvándorlás Európába
Az új népvándorlás Európába (A politikai ellenőrzés és a morális bizonyosságok elvesztése) Hans-Peter Schwarz német történész és politológus 2017-ben megjelent könyve.
A könyv címe németül: Die neue Völkerwanderung nach Europa (Über den Verlust politischer Kontrolle und moralischer Gewissheit), Deutsche Verlags-Anstalt, München, 2017

## A szerzőről
Hans-Peter Schwarz  1934-ben született, és az egyik legismertebb német történész és politológus. A szerző a Hamburgi, a Kölni és a Bonni Egyetemen volt professzor. Konrad Adenauerről (1986, 1991), Axel Springerről (2008) és Helmut Kohlról (2012) írt monográfiákat. 2017 tavaszán hunyt el.

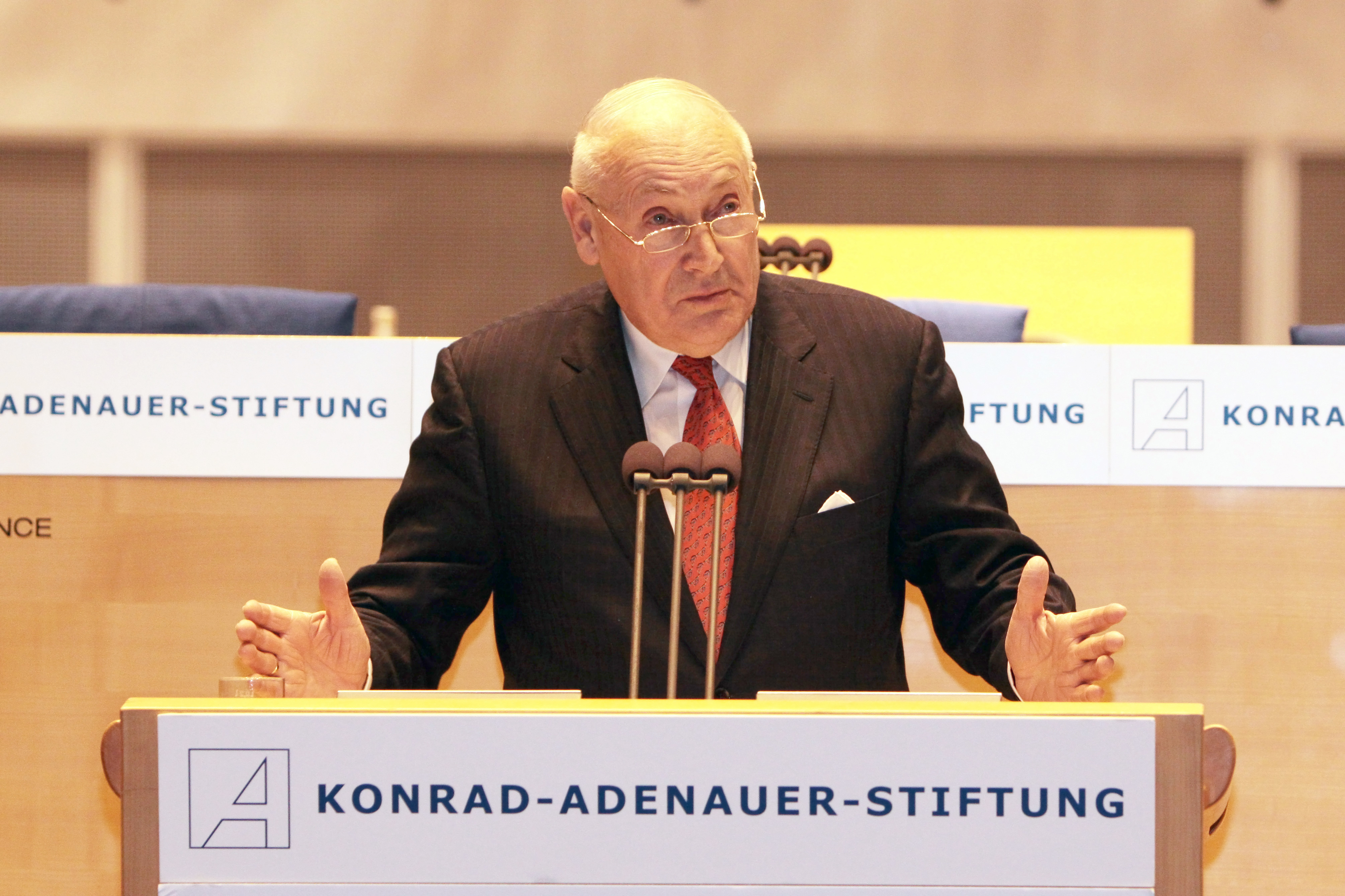
Hans-Peter Schwarz (1934–2017)

## Összefoglaló
A menekültváltság, pontosabban az Európa felé tartó népvándorlás kezdete óta egész Németországban és Európában a politikai napirend első helyén szerepelnek a migráció, menekültpolitika és a menekültjog kérdései.
Hans-Peter Schwarz úgy véli, hogy a schengeni térség problémái, valamint az EU menekültjogának hibái vezethettek el ehhez a válsághoz, és azt is kifejti, hogy ezt a helyzetet hogyan rontotta tovább a politika irányt vesztett lavírozás. Ebben a politikai esszében a szerző kísérletet tesz a kiváltó okok alapos elemzésére, és elemzi az eseményeket, kritikus módon tárgyalja a válság kezelésének eddig alkalmazott különféle stratégiáit és azt is, hogy a menekültválság tekintetében mire kell Európának felkészülnie.
A szerző véleménye szerint a mai intézményi felépítésében az EU hosszú távon nem lesz képes megbirkózni az új népvándorlással. A mindenre kiterjedő, érvelő helyzetelemzést a könyv hatodik fejezetében a szerző konkrét és építő jellegű javaslatai követik.
Európát teljesen felkészületlenül érte az utóbbi évek tömeges migrációja, mely a Közel-Keletről és Afrikából indult és Európába tartott. Az EU nem gondoskodott külső határainak védelméről, miközben az EU-n belüli mozgás teljesen szabaddá vált. A szerző hangsúlyozza, hogy újabb menekülthullámok jönnek, és Európa tönkremegy, ha nem szab gátat az új népvándorlásnak.

## Első fejezet: Nyitány: a fekete hattyú
A szerző bevezetőjében a váratlan események dinamikájával foglalkozik. Nassim Nicholas Taleb, egy libanoni származású, Amerikában élő matematikus, írt egy könyvet, mely a valószínűtlen, nem várt eseményekkel foglalkozik, és 2007-es megjelenése óta a kockázatokat taglaló kutatások klasszikusa lett. Éppen úgy, ahogy az állatvilágban egy fekete hattyú nem várt megjelenése a fehér hattyúk között meglepetést vált ki, a jelenkor mindig meglep bennünket olyan eseményekkel, amelyeket valószínűtlennek tartottunk, de aztán mégis bekövetkeztek.
Schwarz szerint a menekültválság is ilyen nem várt esemény, s az EU intézményei nem képesek megbirkózni a menekültválsággal. Kifejti, hogy a schengeni-térség a maga nyitott határaival a menekültválság kiváltotta népvándorlás miatt csak rontott az EU helyzetén. Ezzel párhuzamosan az EU elvesztette a külső határai fölötti ellenőrzést. Az Európai Bizottság az Európa Tanács és az egyes tagállamok nem tudtak egységes politikát kialakítani. Ahelyett, hogy az EU körültekintően megszervezte volna külső határainak a védelmét, a szó szoros értelmében biztosította az EU-n kívül élő hatmilliárd ember bíróilag érvényesíthető jogát arra, hogy egy költséges menekültjogi eljárást indítson. Ezt a helyzetet a szerző által idézett Henry Kissinger így jellemzi: „Jelenleg egy nagyon ritka történelmi eseményt figyelhetünk meg. Egy régió nem védi a külső határait, hanem ehelyett megnyitja őket. Néhány ezer év óta ilyen még nem volt.”

## Második fejezet: Az új típusú népvándorlás
A könyv első fejezete az új típusú népvándorlással foglalkozik. A szerző megállapítja, hogy „aki akarta, már a nyolcvanas években felismerhette, mi zajlik távoli országokban.” Az ENSZ „adatai szerint 2014 közepén Afganisztánból 2,7 millióan menekültek el. Szíriából szintén 2,7 millió menekültet regisztráltak. Ez azonban csak egy töredéke volt azoknak, akik a szíriai polgárháború következtében külföldre menekültek. Az ENSZ adatai szerint 2014-ben Libanonban 1,1 millió szíriai menekült volt, Törökországban 798 000, Jordániában 645 000, Irakban 220 000 és Egyiptomban 138 000. (…) Afrikában is menekülttáborok tucatjaiban zsúfolódtak össze közeli és távolabbi országokból származó menekültek. A polgárháború következtében bizonytalanná vált Líbiában is 230 000 lakóhelyéről elmenekült embert látott el az ENSZ Menekültügyi Főbiztossága.”
A szerző leírja, hogy lépésről lépésre hogyan alakulnak ki a menekültáradatok: „A háborúk, polgárháborúk, járványok és természeti katasztrófák elől menekülők először a saját országukban keresnek menedéket, aztán a szomszédos országokban, ahol általában segélyszervezetek, de adott ország kormányai is menekülttáborokat tartanak fenn. Ha az ellátás és a szálláshelyek állapota drámai módon romlik, akkor a kilátásnélküliség elviselhetetlenné válik, és nő a nyomás abban az irányban, hogy a menekültek útnak induljanak. Ezekben a táborokban az alvilági szervezetek, melyeket a kormányok megtűrnek, sőt néha még támogatnak is, csak erősítik a migrációs nyomást. A szülőföldjüktől megfosztottak tömegmozgása végül eléri Európa tranzitországait.”
A bevándorlást az EU ebben az időszakban tovább könnyítette: „Pont abban az időpontban, amikor a Közel-Keleten már minden kétséget kizárólag zavaros állapotok alakultak ki, 2003-ban és 2004-ben az Európai Alkotmányos Szerződésben, majd a 2009. évi Lisszaboni Szerződésben mai szemmel nézve elképesztően könnyelmű módon kibővítették a menekültjogot.”
A szerző szerint új népvándorlás alakult ki, amelyről az alábbiakat állapítja meg: „(1) Nem kétséges, hogy Európának még hosszú időn keresztül migrációs nyomással kell szembenéznie. (2) A nyomorúság elől menekülők 2013 és 2016 között lezajlott, nem szabályozott, tömeges és a menekültjogra támaszkodó bevándorlása, mely ismétlődéssel fenyeget, teljesen új, történelmi szempontból egyszeri jelenség. (3) Nyilvánvaló, hogy fiatalok százezrei kétségbeesetten, ellenállhatatlanul, reményekkel eltelve, de követeléseket is hangoztatva keltek útra, hogy kopogtatás nélkül kérjenek bebocsátást. (4) Azok a százezrek, akik a politikai zsarnokság, a háború, polgárháború, éhínség és nyomorúság elől menekülnek, nincsenek felfegyverezve. Nem hódítóként, hanem segélykeresőként érkeznek. (5) A menekültek megérdemlik a könyörületességet, és azt is tapasztaltak. De még egy, a nyomorúság miatt kiváltott invázió is invázió.”

## Harmadik fejezet: Hogyan vesztette el az EU a helyzet feletti ellenőrzést?
A szerző megállapítja: a schengeni-térség létrehozatalával párhuzamosan az EU nem gondoskodott külső határai megfelelő védelméről.
Amikor a schengeni-térségnek még nem kellett szembenéznie a népvándorlással, már akkor is sok probléma volt a nyitott határok rendszerében: „Az EU új tagjai körében Kelet-Európában és Délkelet-Európában örültek a vízumkötelezettség és a határellenőrzés megszüntetésének. Néhány jómódban élő régi tagország azonban inkább a hátrányokat érezte. Ezek az országok önkéntesen, visszavonhatatlanul és messzemenőkig lemondtak azon jogukról, hogy polgáraikat és államterületüket a nem kívánt személyek beutazása ellen megvédjék. Különösen nagy terhet jelentett a határokon átívelő bűnözés. A jó szándékkal kialakított nyitott határok Európája a határokon áthaladó bűnözés miatt egyfajta üzleti modellje lett az autótolvajoknak, a betörőknek, a lánykereskedőknek, a menekültcsempészeknek hogy és a több tízezernyi károsultat követelő betöréseknek.”
Miközben a belső határvédelem megszűnt, az EU „lényegében véve nem tett semmit a tengeri külső határainak megbízható védelméért, mert az EU Működéséről Szóló Szerződésben minden fél figyelme főleg arra a kérdésre irányult, hogy a potenciális menekültek egyéni jogait biztosítsák. Míg a szerződés 78–80. cikkelye részletesen foglalkozik ezzel a témakörrel, addig az EU-szervezetek és a tagállamok azon kötelezettségére, hogy megbízható határvédelmet hozzanak létre, nem fordítottak kellő figyelmet. A határvédelemmel foglalkozó 77. cikkely homályosan, folyamatként írja le a határvédelmet. (…)
Az integrált határvédelem kiépítését tehát csak kilátásba helyezték, de nem valósították meg. Ezzel szemben azonban az alábbi cikkely egyértelművé tette, hogy a határvédelem minden kérdésében nagy fontosságot kell kapnia az egyéni menedékjog nagyvonalú, jogi szempontból legrészletesebben felügyelt garanciájának. A 78. cikkely leszögezi: „Az Unió közös menekültügyi, kiegészítő és ideiglenes védelem nyújtására vonatkozó politikát alakít ki azzal a céllal, hogy a nemzetközi védelmet igénylő harmadik országbeli állampolgárok mindegyike számára megfelelő jogállást kínáljon, és biztosítsa visszaküldés tilalma elvének tiszteletben tartását. E politikának összhangban kell lennie a menekültek jogállásáról szóló 1951. július 28-i genfi egyezménnyel és az 1967. január 31-i jegyzőkönyvvel, valamint egyéb vonatkozó szerződésekkel.”
Az Európai Unió és Németország politikai elitje, nem számolt azzal, hogy az EU-n kívüli háborúk és polgárháborúk menekültek millióit fogják elindítani, akiket az európai menekültjog értelmében nem szabad elutasítani. A legnagyobb hiba az volt, hogy noha a szándékok jók voltak, de a mára kialakult menekültjog nincs összhangban a jelen realitásaival.
A szerző szerint az 1960-as években még az volt a jellemző jogi álláspont, hogy „noha az ún. menekültjog nincs megfelelő módon megoldva, érvényes az az elv, hogy az államoknak joguk van arra, hogy megtiltsák a belépést a területükre, és nincsen semmi kötelezettségük arra, hogy az adott állam állampolgárain kívül más személyeket is befogadjanak.”
Mára azonban „az eredetileg nemzetinek számító jogok fölé nőtt az az EU-jog, amely egy még nagyvonalúbb, már-már parttalan menekültjogot ír elő, melyet át kell vennie a német jognak. (…) Mára az eredetileg politikai menekültjogból szélesre tárt kapu lett a 3. osztályú bevándorlás számára.”
Azt, hogy az Emberi Jogok Európai Bírósága hogyan tette lehetetlenné ítéleteivel azt, hogy az EU megvédje földközi-tengeri külső határait, azt egy Olaszország elleni 2009-es ítélete jól mutatja. Az Emberi Jogok Európai Bírósága elítélte Olaszországot, mert az Lampedusa partjai közelében elfogott egy menekülthajót, és a menekülteket visszavitte Líbiába. „A Bíróság a Genfi Menekültügyi Konvenció több ponton bekövetkezett megsértésére hivatkozott. A menekültek egyszerre történő kiutasításával és anélkül, hogy jogállamilag helyes módon megvizsgálták volna menekültstátuszra való jogukat, sérült a menekültek jogvédelemre való joga.” Azóta az olasz haditengerészet kimenti a bajba jutott tengeri menekülteket és Olaszországba szállítja őket.
A szerző megállapítja: „Az Emberi Jogok Európai Bírósága szerint egy illegális beutazásra elszánt külföldi menekültigényének részletes és drága elbírálása fontosabb, mint az, hogy egy állam magát és ezzel az EU külső határait is megvédje a tömeges beáramlás jelentette szükséghelyzettől.”
Az EU 204/83 számú 2004. március 29-én elfogadott irányelve szerint a genfi menekültügyi konvenciót követve határozza meg a menekült fogalmát. „Az üldöztetés és kirekesztés kritériumait annyira széles értelemben határozza meg ez az irányelv, hogy nehéz egy menekültre rábizonyítani, hogy az általa felhozott, üldöztetésre utaló jelenségeket (mikor ezek objektíve nem is lehetnek adottak) nem lehet alkalmazni a menekültre.”
Másodlagos védelmet olyan személyek is kérhetnek, akiket komoly negatív következmény fenyeget (halálos ítélet kimondása vagy végrehajtása, kínzás és megalázó bánásmód a kérvényt benyújtó személy eredeti országában, az élet vagy testi épség súlyos és személyre szóló fenyegetése egy nemzetközi vagy egy adott országon belüli fegyveres konfliktus miatt és önkény vagy erőszak következtében). Mivel országok tucatjaiban tombolt háború vagy polgárháború, számítani lehetett arra, hogy milliók fogják igényelni ezt a kibővített menekültstátuszt, a másodlagos védelmet, amely mindenesetre nem azonos a szoros értelemben vett menedékjoggal. Kétszer meghosszabbítható, egyévi tartózkodási engedélyről van szó. „A gyakorlatban és a menekültek érzékelése szerint, továbbá a szélesebb közvélemény szerint is ezek a különbségek mindenesetre könnyen eltűnnek."
A szerző felteszi a kérdést: „Miért van az, hogy pont Németország ilyen fatális módon járult hozzá a schengeni rendszer összeomlásához?” Az egyik ok az, hogy a német vezetés nem ismerete fel, hogy Németország „földrajzi stratégiai helye Európa közepén megkövetelheti, hogy konzekvensen kitartson a határvédelem mellett.” Németország „közönnyel vette tudomásul, hogy az Európai Alkotmányos Szerződésben, utána pedig a Lisszaboni Szerződésben elhanyagolták az EU külső határainak védelmét.”
Ezenkívül „Németországban már sok évtizede megvan a globális segítőkészségnek a mélyen gyökerező és üdvözlendő kultúrája. A szenvedők irányában megmutatkozó, messze a saját határokon túlnyúló könyörületességről lehet beszélni, mely pártoktól, felekezetektől függetlenül jelen van a társadalomban, számtalan szervezettel rendelkezik, és a civil társadalomra támaszkodik, azaz fáradhatatlan egyesületekre, vallási közösségekre, segélyszervezetekre és önkéntesekre.”
Ezt figyelembe véve „nem csoda, hogy a németek többsége menekültügyekkel kapcsolatban is másképpen gondolkodik, mint európai szomszédaik. (…) A szövetségi kormány, a tartományi kormányok, a pártok, a gazdaság, az egyházak és sok más szervezet a német társadalmat bevándorlók társadalmának tartják, és a széleskörű támogatás mellett állnak ki. Hogy ez a mentalitás milyen erős volt és most is milyen erős, tükröződik a közvélemény-kutatásokban. (…) Noha 2015-ben az ország benne volt a menekültválságban, a németeknek még mindig a 80 százaléka tartott ki az európai menedékjog fenntartások nélküli, pozitív értékelése mellett.”
A szerzővel egyet lehet érteni, amikor megállapítja: „Ami 2015 szeptemberében a menekültek számára szenzációs határnyitásnak tűnt, tulajdonképpen nem volt más, mint egy hosszú évek óta tartó politika folytatása, amely a társadalom széles rétegei körében elfogadásra talált. Most azonban a menekültek száma olyan szédületesen magas volt, és ez olyan mértékben cáfolt meg minden korábbi tapasztalatot, hogy a szövetségi kormány üdvözlő gesztusai ugyanannyira újnak és bizarrnak tűntek, mint maga a népvándorlás. Ezután azonban mégis felmerül a kérdés, hogy a szövetségi kormány és a német parlament jelentős pártjai hosszú időn keresztül miért nem ismerték fel, vagy miért nem akarták felismerni az új népvándorlásban rejlő veszélyeket.”
Felmerül a kérdés, hogy a német szövetségi kormány miért csak 2015-ben, a nyár végén ismerte fel hirtelen, hogy a menekültválság az összes válság közül a legsúlyosabb. A szerző válasza: „A válasz éppen annyira világos, mint amennyire erkölcsi szempontból kétélű. A szép egyetemes könyörületességnek a jó európaisággal együtt megvan az árnyoldala: a veszélyösztön és a szigorúság hiánya, valamint a korábbiakhoz hasonló vontatott lavírozás.”
Már 2013-tól látszott, hogy Olaszország és Görögország a dublini előírásokat nem tartják be, és ez „közvetlenül és jelentős mértékben érinti Németországot. Ha a szabályokat betartották volna, akkor a benyújtott menedékkérelmek viszonylag magas száma nem tudott volna olyan drámai mértékben megugrani. A menekültkérelmek száma 2006 és 2013 között 30 100 és 64 000 között mozgott. Annak hogy 2013-ban az először benyújtott menekültkérelmek száma hirtelen 109 850-re, majd 2014-ben 173 072-re emelkedett, annak csak az lehetett az oka, hogy Olaszország és Görögország a menekültek «továbbterelésének» politikáját alkalmazta. 2014 januárja és júliusa között 124 000 migráns érte el Olaszországot, de csak 35 000 nyújtotta be ott a menekültkérelmét. Görögországban hasonlóan bizonytalan, de még inkább átláthatatlan volt a helyzet.”
2015. április 19-én a Földközi-tengeren felborult egy menekülteket szállító hajó. A 950 utasból csak 27 embert lehetett megmenteni. Az Európai Tanács április 23-án összeült, és elfogadott egy tízpontos cselekvési tervet, amely megerősítette az eddig folytatott mentési politikáját. „«Legfontosabb közvetlen feladatunk az, hogy megakadályozzuk, hogy további emberek életüket veszítsék a tengeren.» A nyilatkozatban szerepel az embercsempészek elleni keményebb fellépés is, de konkrét lépést nem hoztak, mert azt, így a nyilatkozat, először alaposan elő kell készíteni.” A nyilatkozat üzenete az volt, hogy az EU nem fog érdemben lépni a menekültáradat feltartóztatására.
A szerző hírügynökségi jelentésekre támaszkodva megállapítja. „Angela Merkel azok közé tartozott a találkozón, akik hangsúlyosan a mentés feltétlen elsőbbsége mellett léptek fel. (…) A legújabb kor története során ritkán lehetett ennyire nyilvánvaló, ám morális szenvelgésekkel álcázott összejátszást tapasztalni a bűnszövetkezetek és a gyenge kormányok között. Az elején még áttekinthető, Földközi-tengeren zajló menekülésből a legrövidebb időn belül kialakult a menekültjogra támaszkodó tömegbevándorlás jól olajozott, profi bűnözők által vezérelt, felháborítóan embertelen rendszere.” A német kormány a szerződéseket megsértve szemet hunyt afölött, hogy Olaszország és nem sokkal később Görögország nem alkalmazta a dublini előírásokat.
Csak egyet lehet érteni Hans-Peter Schwarz összefoglaló értékelésével: „Az EU nyitott külső határai Olaszországban és Görögországban, az EU Bizottságának cselekvésképtelensége, az EU ellenőrzés nélküli belső határai, a menekültek befogadásának széles társadalmi támogatása Németországban és a diaszpóra közösségek vonzereje 2015 tavaszára szinte minden tényező tökéletesen összeállt ahhoz, hogy 2015 nyarának végén elinduljon a menekültáradat."
Amikor Angela Merkel utasította a szövetségi belügyminisztert, hogy engedélyezze a menekültek tömegeinek szabad beutazását az EU biztonságosnak tekintett harmadik országaiból, amikor üdvözlő gesztusait a »Megbirkózunk majd ezzel!« mondattal erősítette meg, akkor egy olyan menekülteket tárt karokkal fogadó hozzáállás megtestesítője lett, mely Németországban már régóta döntően jelen volt. (…) Azokban a drámai, augusztus végi és szeptember eleji hetekben azonban a német szövetségi kormányzat egyetlen tagja sem tanácsolta volna, hogy a Magyarországon összetorlódott nagy számú szerencsétlen menekültet a német határon elutasítsák. Az adott helyzet morális és politikai szempontból is megkövetelte a spontán segítőkészséget. Ezt azonban rövid időn belül tömeges bevándorlásra szóló meghívásként értelmezték. A jó szándékkal meghozott német döntések árnyoldalát már akkor lehetett sejteni, és már akkor felmerült a kérdés, hogy vajon nem lenne-e célszerűbb a német menekülteljárásba történő meghívást néhány héttel később megszüntetni. (…) A helyzet minden bizonnyal szeptember 13-án vált visszafordíthatatlanná, Akkor a német kormány nagy nehezen elrendelte, hogy a szövetségi határvédelem újra vezesse be a határokon az ellenőrzést"
A szerző részletesen elemzi azokat a tényezőket (többek között a dublini rendelkezések összeomlását is), amelyek egészen 2016 márciusáig (amikor a balkáni menekültútvonal Ausztria koordinálásával lezárult) lehetővé tették a menekültek Németországba történő beáramlását:
(1) Egy a menekülteljárást szabályozó törvényben található rendelkezés (18. cikkely 4. bekezdése) megengedi, a következőket. „»Egy biztonságosnak tekintett harmadik államból történő beutazás megtagadásától vagy a kiutasítástól el lehet tekinteni, amennyiben… 2. a szövetségi belügyminisztérium nemzetközi jogi vagy humanitárius okokból vagy a Németországi Szövetségi Köztársaság érdekeinek megvédése végett ezt elrendelte.« Ezt a láthatóan csak egyedi esetekre alkalmazható gumiparagrafust most felhatalmazásként értékelték arra, hogy menekültek százezreinek beutazásáról és elhelyezéséről rendelkezzenek.”
(2) „Míg 2015 őszéig szigorú rendelkezések alapján, gondosan meg kellett vizsgálni a kérvényező tartózkodási státuszát, most elrendelték, hogy azok kérvényeit, akik azt állították, hogy Szíriából érkeztek, csak írásban kell feldolgozni, és le kell mondani arról, hogy szóban is kihallgassák őket arról, milyen okok miatt kellett elmenekülniük.”

## Negyedik fejezet: Improvizált stratégiák 2015 szeptembere és 2016 márciusa között

### Miért vallott kudarcot a menekültek EU-n belüli elosztása?
Az EU Bizottság először azt javasolta, hogy az Olaszországból, Görögországból és Magyarországról származó, nagyszámú menekültet egy meghatározott mechanizmus szerint osszák el az EU 28 tagországa között.
Ezt egy „tartós mechanizmusnak szánták, melyet szükséghelyzetekben automatikusan el lehet indítani».”
A Tanács végül úgy határozott, hogy egyszeri alkalommal 120 ezer menedékkérő kerüljön elosztásra az EU-tagországok között egy ideiglenes átvételi eljárás keretében.
A tervek szerint először „66 000 menedékkérőt osztottak volna szét (50 400-at Görögországból és 15 600-at Olaszországból. A fennmaradó 54 000, Magyarország területéről szétosztandó, menekült elosztását elhalasztották egy későbbi időpontra.”
A határozat Magyarország, Csehország, Szlovákia és Románia nem szavazata ellenére hatályba lépett, mert a többi EU-tagállam támogatta az elgondolást.
„A tapasztalat megtanította az EU-tagállamokat arra, hogy egyszeri elosztási kvótákból, kötelező kvóták lesznek.” Magyarország és Szlovákia semmisségi eljárást kezdeményezett a határozat ellen az Európai Unió Bírósága előtt.
„2016 novemberéig nyomatékos kérések ellenére is összesen 8162 menedékkérőt sikerült elosztani az EU-tagországok között." Nemcsak a tagországok vonakodása teszi nehézzé az elosztási terveket, hanem a menekültek is, akik szeretnék megválasztani, hogy az EU-n belül, hol éljenek.

### Hogyan fogja az EU megvédeni a földközi-tengeri határait?
A szerző először is leszögezi, hogy Olaszország és Görögország a dublini szabályokat megszegve több mint egymillió menekültet átterelt országán, és ez csak azért volt lehetséges, mert Németország túl türelmes volt, aztán maga is megszegte a szabályokat.
A menekülthullám folytatódik, és ha ezek az országok össze akarják egyeztetni az államérdeket az EU által felvállalt egyetemes érdekekkel, akkor ez olyan lehetetlen, mint a kör négyszögesítése.
Az egyik javaslat az, hogy hozzanak létre az EU határországaiban gyűjtőtáborokat, ún. hotspotokat. Ezek a táborok a szerző szerint három szempontból lennének hasznosak:
(1) Meg lehetne oldani a menekültek regisztrálását (fényképek és ujjlenyomatok készítése, a menekült személyazonosságának ellenőrzése stb.).
(2) Mivel Olaszországban és főleg Görögországban nem tudták mindig megoldani a menekültek emberhez méltó elszállásolását, és erre hivatkozva Németország nem alkalmazta a dublini előírásokat, melyek szerint minden menekültet ott kell regisztrálni, ahol először az EU területére lépett, azaz vissza kell küldeni az első fogadó országba. (Ezt a menekültek is megtudták, és eggyel több okuk lett arra, hogy Németországot válasszák.) Ha a menekültet már regisztrálták, és a gyűjtőtáborokban elfogadhatóak a körülmények, akkor már nem annyira csábító a továbbutazás.
(3) A hotspotok előnye az is, hogy az illegális menekülteket, akiknek nincs joguk sem menedékre, sem másodlagos védelemre, az eljárás végéig nem engedik tovább, majd kiutasítják. De itt felmerül az a veszély, hogy a menekülteket hazájuk már nem hajlandó visszafogadni.

### A Törökországgal megkötött szerződés
A 2015. november 29-én aláírt megállapodás lényege: Törökország jelentős összegű segélyt kap az EU-tól a területén élő hárommillió szíriai menekült ellátására.
Törökország viszont vállalta, hogy segítséget nyújt a „nem szabályos” migráció visszaszorításában, és az embercsempészet elleni harcban, és a Törökországból Görögországba érkezett illegális menekülteket visszaveszi, mert az EU minden visszavett illegális menekült fejében átvesz egy szíriai menekültet Törökországtól. A megállapodás után is folytatódott a menekültek Európa felé tartó áramlása, az EU pénzsegélyei pedig akadoztak. A menekültek áradata csak akkor csökkent jelentősen és hirtelen, amikor a nyugat-balkáni útvonalon lévő országok többsége, köztük elsőként Magyarország, lezárta határait.

### Harc a menekülést kiváltó okok ellen: a menekültek segélyezése és a békediplomácia
A szerző megállapítja, hogy Németországban az összes politikai párt egyetért ezzel a nézettel. Ennek ellenére, folytatja Hans-Peter Schwarz, az EU tagországai túlságosan későn ismerték fel: a 2015. évi válság egyik oka az volt, hogy az EU pont a válság előtti időszakban csökkentette a nemzetközi segélyezést.

### Afrika válsággócai
Az EU csak korlátozott mértékben képes befolyásolni Afrika országait. Ezeknek csak egy része hajlandó arra, hogy az EU-ból kiutasított állampolgárait visszafogadja. Afrika országainak segélyezése fontos, de „csak szép illúzió lenne azt képzelni, hogy ezek a lépések elégségesek az EU külső határai feletti ellenőrzés visszaállításához, addig, amíg fennáll az a helyzet, hogy ez EU menekültjoga és a földközi-tengeri nyitott határok szinte csábítanak az illegális bevándorlásra.” Általánosan megfigyelhető az a trend, fejti ki a szerző, hogy – különösen az új népvándorlás kezdete óta – a menekültek szociális juttatásai csökkennek, illetve megnehezítik a családegyesítéseket, de ezen intézkedések migránsokat visszatartó hatása korlátozott.

### A határkerítések
Ha az összes intézkedést már meghozták, de nem csökken a menekültek áradata, akkor csak az országhatárok ideiglenes lezárása marad. Németországban és az EU-ban „nincs olyan eszköz, melynek ennyire rossz a híre, mint a határkerítéseknek.” Az EU országai csak vonakodva ismerik fel „a szuverén államiság legfontosabb elemét, azt hogy az államnak kötelessége saját határait saját erővel megvédenie. Lehet, hogy meglepetés, de ez még működik is. 2016 márciusában kiderült, hogy csak ez a nem kedvelt, elavult, de megkerülhetetlen intézkedés – legalábbis egy időre – lecsökkentette a migrációt, míg az összes korábbi védelmi intézkedésnek nem volt sok haszna.”
A magyar határzár hatására a menekültek más országokon keresztül vonultak Németország felé, de hamarosan Szlovénia, Horvátország, Észak-Macedónia, Bulgária és utoljára, 2016 januárjától, Ausztria is lezárta határát.
2016 februárjában tíz balkáni ország Bécsben értekezletet tartott, amelyen a részt vevő országok megállapodtak abban, hogy közösen lezárják a balkáni menekültútvonalat.
A szerző megállapítja. „Még nem lehet pontosan rekonstruálni, hogy mi zajlott le ezekben a hetekben az osztrák bel- és külpolitika kulisszái mögött. Három dolog azonban világos. Ausztria a menekültkérdést illetően önállósította magát a roppant erős befolyással rendelkező Németországgal szemben. Az osztrákok titokban együttműködtek az Európai Tanács többségben lévő azon országaival, amelyek egyfelől Görögországot, másfelől Németországot észhez akarták téríteni a balkáni útvonal lezárásával. Az osztrákok határozottságot mutattak ezekben a döntő hetekben és hónapokban, és az irányt vesztett balkáni államok élére állva elérték a békés, de mégis fatális következményekkel fenyegető népvándorlás megfékezését.”

## Ötödik fejezet: Amire fel kell készülnünk
A fejezet elején Hans-Peter Schwarz leszögezi: „Németország és az EU a 2012 és 2015 közötti időszakban óriási hibát követett el. (…) Amikor az Afrikából és a Törökországtól Pakisztánig terjedő muszlim válságrégióból származó menekültek száma milliókra emelkedett, ezt túlságosan sokáig humanitárius kihívásként értelmezték. Ezzel azonban valójában az Európa felé irányuló népvándorlást, ha nem is kiváltották, de veszélyesen felerősítették.”
A szerző meggyőződése, hogy még akkor is, ha 2016 márciusában sikerült a menekültek áradatát feltartóztatni, a migrációs nyomás nem fog csökkenni, és a népvándorlás folytatódik majd a muszlim válságterületről és Afrikából. Rámutat arra, hogy „Európa közvéleménye megvetéssel és sok tekintetben képmutatással is úgy tekintett a »harmadik világra« mint a fejlesztési segélyek, éhínség elleni élelmiszer-szállítások, a globális klímapolitika, a humanitárius beavatkozások, a demokratizálására való felszólítások és a születésszabályozásra vonatkozó intelmek tárgyára. Most azonban ugyanennek a nyilvánosságnak fel kell ismernie, hogy ezek az országok veszélyes, alig kezelhető demográfiai potenciállal rendelkeznek.”
Ezt követi a muszlim válságzóna menekültekre koncentráló elemzése: „Szíriában a polgárháború előtt 23 millió ember élt. Ebből a lakosságszámból becslések szerint 4,6 millió az országon belül lett menekült és 4,7 millió a szomszédos országokba menekült. Az ENSZ Menekültügyi Főbiztossága szerint 2 750 000 szíriai menekült van Törökországban, 950 000 Libanonban, 630 000 Jordániában, 250 000 Irakban és 1 200 000 Egyiptomban. (…) 1 600 000 afganisztáni menekült van Pakisztánban, Iránban pedig 950 000. (…) Jemenben az országon belül 600 000 menekültet regisztráltak. Ezek közül 265 000 szomáliai állampolgár és több mint 300 000 menekülő jemeni.”
A szerző rámutat arra, hogy a „2014 és 2015-ös év tapasztalataiból kiindulva igenis lehetséges egy olyan forgatókönyv, hogy a több tucat menekülttáborból és ezen régió háborús övezeteiből pánikszerű népvándorlás indul el.”
További fontos megállapítások:
„Demográfia aszimmetria figyelhető meg a jómódú és öregedő Európa és a részben tönkrement afrikai társadalmak között, melyekben óriási létszámú jövő nélküli fiatal él." (…)
„Afrika lakossága 2015 és 2050 között megduplázódik. Számítások szerint 1,1 milliárdról 2,4 milliárdra nő.” „Észak-Afrika muszlim országaiban 170 millió ember él.”
Az Afrikából Európába irányuló népvándorlás nemcsak háborús menekülteket fog Európába hozni, hanem nagy számban gazdasági migránsokat is, továbbá olyan környezeti katasztrófák áldozatait is, mint a szárazság, áradások, talajerózió, továbbá a járványok elől menekülő emberek.
„Alaposabb vizsgálódás után kiderülhet, hogy ezeket a migránsokat nem lehet politikai menekültnek tekinteni, de háborús menekültként kiegészítő védelmet sem igényelhetnek. Mindazonáltal a legtöbb közülük megkapja a megtűrt státuszt. Jó ügyvédek és nem szigorú bírók fognak találni a komplikált menekültjogban olyan kitételeket, amelyek alapján olyan menekülési okokra lehet következtetni, mint az indulási országban elszenvedett diszkrimináció vagy az, hogy nem lehet a menekülttől elvárni, hogy hazatérjen. A menekültek kibocsájtó országainak részéről kevés hajlandóság mutatkozik arra, hogy az érintett személyeket visszavegyék."
A fentiek alapján a szerző levonja a következtetést: „A korábbiakhoz hasonló menekültáradat kialakulására és az Európán kívüli válságövezetek magas számára való tekintettel nem lehetséges, hanem sokkal inkább valószínű, hogy folytatódik a beáramlás.”
A könyv 175. oldalán közölt táblázat, bemutatja, hogy már 1986 és 2006 között is rohamosan emelkedett a mohamedánok száma Nyugat-Európában. (Számuk Franciaországban és Hollandiában megduplázódott, Ausztriában megötszöröződött, Svédországban megháromszorozódott.)
„A felfelé törekvők és a gazdasági sikert elérők között nagyon sokszor előfordul a többségi társadalomba való sikeres asszimiláció, másfelől azonban párhuzamos társadalmak is létrejönnek.” Különösen aggasztó az, hogy muszlim migránscsoportok különféle okok miatt sokkal nehezebben asszimilálódnak, mint a keresztény társadalmakból származó bevándoroltak.
A 181. oldalon közölt táblázat bemutatja, hogy az egész EU-ban és az egyes tagállamokban 2010-ben mekkora volt az EU-n kívül születettek aránya. (EU: 6,3%, Hollandia: 8,5%, Belgium: 6,4%, Egyesült Királyság: 7,7%, Németország: 7,8%, Olaszország: 5,3%, Dánia: 6,3%, Franciaország: 7,8%, Portugália: 5,7%, Ausztria: 9,1%, Spanyolország: 8,3%, Görögország: 8,3%, Svédország: 9,2%.
A bevándorlás néhány jellemzője
(1) Amint megérkezett egy viszonylag nagy diaszpóra egy célországba, és ott kielégítő életfeltételeket talált, jelzéseket küld az otthon vagy a menekülttáborokban maradottaknak, ami miatt újabb bevándorlás keletkezik.
(2) A menekültek válogatósak. Mindenekelőtt olyan országokba áramlanak, melyekben a menekült családtagjai, barátok, szomszédok, ismerősök vagy a menekültével azonos vallású személyek vannak.
(3) Nem utolsó sorban a menekültek akaratán bukik majd meg a országok közötti elosztásuknak szép, ámde kivitelezhetetlen terve, de még egy adott országon belüli, bizonyos területekre vagy városokba történő elosztásuk is ellentétbe kerül majd a diaszpóra érdekeivel.
(4) A migránsok azért kelnek útra egy távoli országba, mert ─ és ez érzelmileg követhető ─ a kiinduló országban található életkörülményeket nyomasztónak találják, míg álmaik célországa mindent kínál: személyes szabadságot, segélyt, munkát, jólétet, biztonságot és talán, a jobb oktatási rendszer révén, a társadalmi felemelkedést is. A bevándorlók egyik fő motívuma azonban nem az a szándék, hogy lehetőleg gyorsan és teljesen beintegrálódjanak. Épp ellenkezőleg: a fogadó ország vonzereje sok migráns számára az, hogy a diaszpórában az anyanyelv, vallási, hétköznapi szokások, értékek és emlékek megőrizhetőek. (…) Minél nagyobb egy adott nép bevándorolt lakossága egy adott országban, annál vontatottabbá válik a többségi társadalomhoz való integráció.
A Német Migrációs és Menekültügyi Szövetségi Hivatal (BAMF) számításai szerint 2017-ben 4,4-4,7 millió muszlim élt Németországban, és a 2011 óta bekövetkezett növekedés 1,2 milliót tesz ki. A szerző a könyv 186. oldalán közli a Szövetségi Statisztikai Hivatal (StBamt) és Német Gazdasági Kutatóintézet (IW) adatait. A becsült nettó bevándorlás 2014 és 2035 között a Német Statisztikai Hivatal szerint 5,7 millió lesz, míg a Német Gazdasági Kutatóintézet szerint 7,9 millió.
A szerző leszögezi, hogy a „migránsok és a többségi lakosság közötti számbeli arányok már most eltolódtak, és ez a folyamat valószínűleg gyorsan folytatódik majd. Európa országaiban a többségi lakosság számára ez nemcsak szervezeti, költségekkel kapcsolatos és biztonsági kérdéseket vet fel, hanem az identitás kérdéseit is. Különösképp igaz ez Németországra, amely menekültpolitikája révén olyan külön útra került, melyen a megfordulás minden újabb, a korábbi politikát folytató lépéssel egyre nehezebb lesz.„
A menekültválság nyomán nőttek az EU-n belüli ellentétek. Németország a menekültválságra emberjogi meggyőződésekből fakadó menekülteket befogadó kultúrával (Willkommenskulturral) válaszolt, és ezzel „anélkül, hogy figyelembe vette volna, hogy ennek milyen hatása lesz az egész EU-ra, további százezrek kontinensen keresztüli vándorlását váltotta ki.” Ezzel szemben „a kelet-európaiak és a Balkán országai jelezték, hogy számukra a nemzeti szuverenitás érvényesebb, mint az EU a maga nemzetek feletti megoldásaival. (…) Olaszország és Görögország is megmutatta, hogy szuverén módon nem veszi figyelembe az EU előírásait, mivel a menekülteket északi irányban átterelték az országukon.” Továbbá: „Ausztria és a Balkán országai minden bizonnyal nem fogják elfelejteni, hogy saját határvédelmi intézkedésekkel kell védekezni, és ─ az EU kormányainak többsége általi hallgatólagos támogatás esetén ─ lehet is védekezni. A nyugat- és kelet-európaiak egyaránt megértették ezt.
Továbbá: „2016 márciusában csak azért sikerült megállítani a menekültáradatot, mert Ausztria és a Görögországtól északra lévő balkáni országok saját szuverenitásuk alapján lezárták a határokat. A skandináv államok is ezzel a szuverén nemzetállamok korszakából származó eszközzel élnek. Az, hogy a német szövetségi kormány mikor fogja befejezni a dublini szerződésektől való elfordulást, és mikor fogja felismerni az államhatárai ellenőrzésének fontosságét, bizonytalan.”
A szerző kifejteti: az EU menekültjoga az összes EU-n kívüli embernek egyénileg érvényesíthető jogot biztosít arra, hogy Európába érkezve megvizsgálják a menekültkérelmét. Nem lesz képes mindenki és nem is akarja mindenki ezt a jogot igénybe venni, de a menekültügyi rendszer természetesen össze fog omlani, amikor jelenleg vagy a közeljövőben néhány millió ember fog élni azzal a lehetőséggel, hogy bejusson az EU-ba.
A szerző felismeri, hogy a menekültkérdéssel kapcsolatban két megközelítés összeütközésének vagyunk a tanúi.
(Érdemes ezt a két szemléletmódot mindenkinek végiggondolnia, aki tudja, hogy a közeljövőben az éghajlatváltozás miatt egész régiók válhatnak lakhatatlanná, ami olyan nagyságú menekülthullámokat indíthat el, melyekhez képest a mai menekültválság csak szerény előjátéknak tekinthető.)
Egyfelől az EU egyetemes értékrendje áll:
A moralizáló álláspont egyik képviselője, Noam Chomsky. Egyik előadásában rámutat arra, hogy Bangladesben a nem távoli jövőben emberek 10 milliói fognak menekültté válni, és ehhez képest a mai menekültprobléma semmiség. Kifejti: „A harmadik világban élő embereket először tönkretesszük, majd amikor a miattunk keletkezett katasztrófa elől menekülnek, akkor pedig meg kell büntetni őket. Az ún. menekültválság tulajdonképpen a Nyugat súlyos morális és kulturális válsága.” Noam Chomsky egyetért azzal a nézettel, hogy a migránsoknak meg kell adni a jogot, hogy elköltözzenek azokba a fejlett országokba, melyek a klímaváltozás fő felelősei.
A 21. század elején „úgy tűnt, a kontinens biztonságát fenyegető veszélyek már a horizonton túl vannak, s ez Európában az idealizmus korszakává vált. Úgy tűnt, elérkezett az idő, hogy az európai gondolkodás egén már a késő 18. század óta meglévő humanitárius egyetemesség eszméit az EU minden államában kötelezővé tegyék.”
Továbbá: „Hogy az EU államai milyen értékek mellett kötelezték el magukat, azt részletesen kifejtik az Európai Unióról szóló Lisszaboni Szerződés joghatályos átfogó preambulumában (»az ember sérthetetlen és elidegeníthetetlen jogai, szabadság, a demokrácia, az egyenlőség, valamint a jogállamiság egyetemes értékei)”.
Azt, hogy ez több, mint egy jól hangzó, ám semmire sem kötelező kijelentés, azt bizonyítja a Lisszaboni Szerződés 53 paragrafusa és az Európai Unió Működéséről Szóló Szerződés 358 paragrafusa.
„Menekültjoga alapján az EU nemcsak garantálja a polgári jogokat az aláíró államokban. Az EU emberjogi «egyetemes értékekre» vonatkozó kötelezettségvállalása, mely az egész földkerekségen minden egyes embernek, aki úgy érzi, hogy emberi jogait veszélybe kerültek, megadja a jogot, hogy amint az EU területére lépett, elindítson egy menekültügyi eljárást.”
Ezzel szemben az Európán kívüli demokráciák (még olyan klasszikus bevándorló országok is, mint Kanada és az Amerikai Egyesült Államok) egyfajta paternalisztikus menedékjogot alkalmaznak.
„Menedékjogot lehet azonban paternalisztikus módon is nyújtani. A menedéket biztosító állam előfeltételeket szabhat meg, továbbá azt a kötelezettséget, hogy a menekültnek el kell tartania magát. Tehát az adott állam meghatározhatja meddig tart az együttérzése, és mikor szabadulhat meg a menekült státuszt kérőtől.”
Továbbá: „A tény a következő: az EU mint egész egy olyan kvázi-alkotmányt fogadott el, amelynek univerzális garanciái messze túlmennek azon, amit az Európán kívüli demokráciák maguk számára elfogadhatónak tekintenek.”
Visszatérve az EU menekültügyi megközelítéséhez: „Az, hogy jelenleg néhány milliárd ember rendelkezik azzal az egyéni joggal, hogy az EU-ban egy gondosan megvizsgálandó menekültkérelmet nyújtson be, noha abszurd, de mégis sziklaszilárd etikai meggyőződésre alapozott. A menedéknyújtási rendszerek könyörületes menedékjogra épülnek, melyet a fenyegetés alatt álló személy egyedi sorsa legitimál. De ez a még nyugodt időkben elfogadott menedékjog is, megvalósíthatatlan lesz, ha hirtelen milliók kezdik el igénybe venni. Egy ilyen menedékjog a befogadó társadalmakat megterheli, azzal fenyeget, hogy az EU felbomlik, és azzal is, hogy Európa államaiból különféle népek keveréke alakul ki, melyben vannak eredeti európaiak, bevándoroltak a Magreb-térségtől egészen Afganisztánig, továbbá gazdasági menekültek.
A szerző felismeri és jelzi, hogy az „új népvándorlás nem csak az EU intézményeit teszi próbára. A megrázkódtatás mélyebb. Az elbizonytalanodás valójában kiterjed azokra a társadalometikai meggyőződésekre is, amelyeken az EU, de az a 28 tagállam is nyugszik, melyekből a brüsszeli döntéshozók elsősorban merítik politikai legitimációjukat és erejüket.”
A szerző nem hagy kétséget afelől, hogy az EU-nak a második irányban kell elmozdulnia: „Még mindig erős a remény, hogy az EU-nak végül is lesz annyi intelligenciája, bátorsága és ereje, hogy ami már régen esedékes, az EU külső határait megvédje. (…) Hogy ez egyáltalán megtörténik-e vagy mikor történik meg, nem tudja senki. Mindenesetre a közvélemény egyre szélesebb rétegei kezdenek el emlékezni arra, hogy az állam klasszikus feladatai közé tartozik a saját határok védelme, a határokon belül a biztonság biztosítása, és az is, hogy aggódjanak amiatt, hogy meg tudják-e tartani saját életmódjukat, és hogy elsősorban a saját polgáraik javát szolgálják.”

## Hatodik fejezet: Irányváltás, de hogyan?
A fejezet bevezető részében a szerző megállapítja: „A tapasztalat azt mutatja, hogy a politikai intézmények reformja nem olyan gyógyír, mellyel nehéz problémákat hosszú távra szólóan ellentmondásmentesen meg lehet oldani. Még akkor is, ha az EU határvédelmét és menedékjogát szigorítja, továbbra is jelentős számú menekültre kell számítania, akiknek még a legjobb esetben is csak egy részük asszimilálható. De a reform legalább csökkentheti a »menekültek áradatát« és az ezzel járó társadalmi feszültségeket és az EU menekültkérdés miatti felbomlását talán meg lehet akadályozni.”
A részletes helyzetelemzést öt konkrét és építő jellegű javaslatok követi.

### Az európai menekültjog reformja
A szerző megállapítja, hogy „az EU a saját maga okozta jogi nehézségekből akkor fog csak kilábalni, ha túlságosan nagyvonalú menekültjogát alapvetően és az Európán kívüli demokráciák példáját követve átalakítják.”
Ez nagyon fontos lenne, hiszen „a kezdetben humanitárius hőstettként értelmezett döntésről, amely szerint az EU-n kívül élő minden személynek kikényszeríthető joga van arra, hogy megvizsgálják menedékre vagy tartózkodásra szóló kiegészítő jogát, végül kiderült, hogy tarthatatlan meghívást jelent a tömeges bevándorlásra.”

### A menekültek humanitárius segélyezésének célszerűbb megszervezése
„A nagyon is morális, de a következmények szempontjából átgondolatlan menekültjogot csak akkor szabad megreformálni, ha az EU-n kívül a háborúk elől menekülőknek és üldözötteknek szánt segélyek összegét megemelik.”

### Egy tévedés kijavítása: az idegenrendészeti jog visszaadása az egyes EU-tagállamoknak
„Az Európai Unió Működéséről Szóló Szerződés 4. Cikk 2.j. szerint az idegenrendészeti és a menekültjog az Unió és tagállamai közötti megosztott hatáskörökhöz tartozik. A lényeges előírásokat az EU készíti el. A tagországokra hárul a végrehajtás kötelessége. Ennek során a tagországok bizonyos cselekvési szabadsággal rendelkeznek. Számukra könnyebbséget jelentenek az olyan alkotmányjogi előírások, mint »a biztonságos kibocsátó országok« és a dublini egyezmény előírásai. (…) A 2016-os év szempontjából megállapítható, hogy a hatáskörök megosztása nem vált be.”
Ezzel szemben a szerző álláspontja szerint az európai demokráciáknak kellene meghatározniuk, hogy mennyi menekültet fogadnak be és milyen feltételekkel.

### Az EU egy évszázadra vonatkozó feladata: az EU külső határainak védelme és a menekülést kiváltó okok elleni harc
A szerző megállapítja: „Senki sem vitatja manapság, hogy az EU külső határait jobban kell védeni. (…) Az EU kifelé államszövetség, befelé viszont egy »szövetségi állam«.”
Helyzetelemzése pontos: „Az EU-n belül minden lehetséges lépést megtettek, hogy az EU-t államokra jellemző tulajdonságokkal lássák el: így, akár egy igazi szövetségi államban, az EU-n belüli határvédelmet leépítették. Az EU viszont, úgy tűnik, nem akarta, de nem is volt képes arra, hogy a rábízott félmilliárd európai polgárt és az államokat, a külső határokon megbízható módon megvédjék.”
Továbbá: „Manapság már annak is örülnénk, ha az EU-nak sikerülne az impérium külső határát biztosítania. (…) Ehhez először is hozzátartozik annak a ténynek az elismerése, hogy a határok a polgárok szempontjából nézve nélkülözhetetlen rendészeti és védelmi funkciókkal bírnak. Ez az állítás pedig az EU külső határaira is vonatkozik. Nehéz elképzelni azonban, hogy a tartós védelmet, hogyan lehetne a Lisszaboni Szerződés azon pontjai módosítása nélkül biztosítani, melyek az Európai Unió működéséről szóló szerződés V. részében található 67–89. cikkek biztosítanak (»A szabadság, biztonság és jog térsége«)”.
Az EU döntéshozóinak meg kellene vizsgálniuk a szerző tanácsait: Jelezni kellene az EU azon szomszédos országainak, amelyek az illegális bevándorlás tranzitországai lettek, hogy az EU többet már nem hajlandó (a felelős országokkal vagy az érintett országokban tevékenykedő polgárháborús felekkel szembeni szankciók nélkül) elfogadni az illegális bevándorlást. (…) Az EU költségére és felelősségvállalása mellett feltételezhető, hogy menekülttáborok kialakítására lenne szükség Afrikában, Libanonban és Jordániában.”

### A nyitott határokkal rendelkező Európa továbbra is lehetséges, de a schengeni egyezmény valamelyest szigorított változatára van szükség
A legfontosabb megállapítások:
(1) Válság esetében szükséges a határok lezárása, és ez a jelenleg hatályos EU jog értelmében lehetséges is.
(2) Ha az új népvándorlás tényleg az egész évszázad problémája lesz, akkor sok érv szól amellett, hogy térjünk vissza az 1980-as és 1990-es években megszüntetett rendszerhez, melynek értelmében a személy- és áruforgalmat a határokon ellenőrizni lehetett. (…) Adott esetben létre lehetne hozni egy módosított schengeni szerződést hivatkozva az Európai Unió Működéséről Szóló Szerződés 347. cikkére (Szükségállapotra vonatkozó kitétel). (…) Jelenleg az illetékesek még nem hajlandók erre. Ezzel kapcsolatban tehát türelemmel ki kell várni, amíg a további menekültválságok az EU-t arra nem kényszerítik, hogy lepillantson a szakadék mélyére.
Milyen lehetne Schengen-ország új határtörvénye?
(3) Továbbra is fennmaradna az EU-polgárok korlátozások nélküli, lehetőleg kényelmes utazási szabadsága. Az EU polgárai, feltéve hogy náluk van a személyi igazolványuk, akadály nélkül léphetnék át a belső határokat.
(4) A határokat átlépő áruforgalom akadálytalansága.
(5) A nem EU-hoz tartozó államokból érkező személyek ellenőrzése.
A könyv utolsó soraiban pedig Hans-Peter Schwarz megállapítja: „Ebben a modellben a schengeni térség és a nagy belső piac egy kicsit több kényelmetlenséggel, mint korábban fennmaradhatna. (…) Semmi indoka nincs annak, hogy megkongassuk a nyitott határok Európája feletti vészharangot.”